# Beaugeay
Beaugeay és un municipi francès situat al departament del Charente Marítim i a la regió de la Nova Aquitània. L'any 2007 tenia 585 habitants.

## Demografia

### Població
El 2007 la població de fet de Beaugeay era de 585 persones. Hi havia 203 famílies de les quals 29 eren unipersonals (24 homes vivint sols i 5 dones vivint soles), 53 parelles sense fills, 111 parelles amb fills i 10 famílies monoparentals amb fills.
La població ha evolucionat segons el següent gràfic:
Habitants censats

### Habitatges
El 2007 hi havia 231 habitatges, 207 eren l'habitatge principal de la família, 19 eren segones residències i 5 estaven desocupats. Tots els 228 habitatges eren cases. Dels 207 habitatges principals, 172 estaven ocupats pels seus propietaris, 30 estaven llogats i ocupats pels llogaters i 5 estaven cedits a títol gratuït; 4 tenien una cambra, 5 en tenien dues, 11 en tenien tres, 71 en tenien quatre i 116 en tenien cinc o més. 177 habitatges disposaven pel capbaix d'una plaça de pàrquing. A 80 habitatges hi havia un automòbil i a 110 n'hi havia dos o més.

### Piràmide de població
La piràmide de població per edats i sexe el 2009 era:
| Homes | Edats   | Dones |
| ----- | ------- | ----- |
| 0     | 95 o +  | 0     |
| 0     | 90 a 94 | 0     |
| 0     | 85 a 89 | 0     |
| 4     | 80 a 84 | 0     |
| 16    | 75 a 79 | 20    |
| 0     | 70 a 74 | 4     |
| 4     | 65 a 69 | 12    |
| 4     | 60 a 64 | 4     |
| 12    | 55 a 59 | 4     |
| 20    | 50 a 54 | 8     |
| 8     | 45 a 49 | 28    |
| 44    | 40 a 44 | 16    |
| 16    | 35 a 39 | 28    |
| 8     | 30 a 34 | 12    |
| 4     | 25 a 29 | 12    |
| 4     | 20 a 24 | 4     |
| 36    | 15 a 19 | 20    |
| 24    | 10 a 14 | 16    |
| 16    | 5 a 9   | 20    |
| 4     | 0 a 4   | 16    |

## Economia
El 2007 la població en edat de treballar era de 396 persones, 279 eren actives i 117 eren inactives. De les 279 persones actives 251 estaven ocupades (142 homes i 109 dones) i 29 estaven aturades (16 homes i 13 dones). De les 117 persones inactives 28 estaven jubilades, 45 estaven estudiant i 44 estaven classificades com a «altres inactius».

### Ingressos
El 2009 a Beaugeay hi havia 230 unitats fiscals que integraven 648 persones, la mediana anual d'ingressos fiscals per persona era de 17.534 €.

### Activitats econòmiques
Dels 13 establiments que hi havia el 2007, 3 eren d'empreses de fabricació d'altres productes industrials, 3 d'empreses de construcció, 1 d'una empresa de comerç i reparació d'automòbils, 1 d'una empresa d'hostatgeria i restauració, 1 d'una empresa d'informació i comunicació, 1 d'una empresa de serveis, 2 d'entitats de l'administració pública i 1 d'una empresa classificada com a «altres activitats de serveis».
Dels 2 establiments de servei als particulars que hi havia el 2009, 1 era una lampisteria i 1 empresa de construcció.
L'any 2000 a Beaugeay hi havia 9 explotacions agrícoles.

## Equipaments sanitaris i escolars
El 2009 hi havia una escola elemental integrada dins d'un grup escolar amb les comunes properes formant una escola dispersa.

## Poblacions més properes
El següent diagrama mostra les poblacions més properes.